# CHANNEL
CHANNEL（チャネル、本名：多田 大介（ただ だいすけ）、1976年6月13日 - ）は、日本のラッパー。FUNKY GRAMMAR UNITの一員。神奈川県出身。
芹が谷中学卒業→私立山手学院卒業→日本大学中退

## 来歴
SOHJIN（RATHER UNIQUE）と2人でINNOSENCEとして活動していたが、現在は解散しソロMCとして活躍中。

## ディスコグラフィー

### ソロ
- デリバリー（2005年11月24日）
- 1gの幸せ（2008年1月18日）

### 参加作品
- KICK THE CAN CREW feat. CASSETTE VISION「TORIIIIIICO!」（2002年12月11日）
- EAST END 「Beginning of the Endless」（2003年9月24日）
3. 返事 feat. CUEZERO, CHANNEL
- マボロシ 「ワルダクミ」（2004年12月8日）
7. ブレーメン feat. CHANNEL, K.I.N., CUEZERO
- DJ TATSUTA 「DYNAMITE」（2005年5月11日）
2. ARE YOU READY? feat. CHANNEL
11. ゆらゆら feat. CHANNEL
- オムニバス 「JOYRIDE (produced by DJ KOHNO & DJ TATSUTA)」（2005年9月7日）
7. さーどっち？ (DJ TATSUTA feat. 大蔵 ＆ CHANNEL)
- オムニバス 「RHYMEZ CONNECT -COMPILATION OF THE BEST HIPHOP CREWS -」（2005年12月14日）
14. ドライブする～？ (CHANNEL)
- RHYMESTER 「HEAT ISLAND」（2006年3月8日）
18. ウィークエンド・シャッフル feat. MCU, RYO-Z, KREVA, CUEZERO, CHANNEL, KOHEI JAPAN, SU, LITTLE, ILMARI, GAKU-MC, SONOMI, PES, K.I.N, 童子-T
- ICE BAHN 「OVER VIEW」（2008年7月11日）
10. ここしかねんだぜ feat. CHANNEL
- YA-KYIM 「HAPPY! ENJOY! FRESH!」（2009年8月19日）
14. 縁 + JOY ～six minutes of funk～